# Петроглифы долины Елангаш
Петроглифы долины реки Елангаш — крупное скопление наскальных рисунков, расположенное в Кош-Агачском районе Республики Алтай.

## История открытия и исследований
Первооткрывателем комплекса петроглифов в 1881 году стал направленный на строительство Чуйского тракта инженер М. А. Брещинский.
С конца 1960-х годов исследования наскальных рисунков в Горном Алтае возглавил директор Института истории, филологии и философии СО РАН А. П. Окладников. Работы на эту тему публиковали также Е. А. Окладникова, В. Д. Запорожская, Э. А. Скорынина, В. Д. Кубарев, Г. В. Кубарев, Э. Якобсон и др.
За период 1969—1985 было скопировано более 30 000 рисунков, около половины которых до сих пор не опубликовано.

## Описание
Местонахождение петроглифов располагается на обеих берегах реки Елангаш на протяжении 18 километров в полосе шириной до 1,5 километров.
Рисунки высечены на отдельных валунах и останцах, выработанных в породах ложа ледника, который был здесь в плейстоцене. Рисунки в основном приурочены к горизонтальным округленным и отшлифованным поверхностям, с ярко выраженной ледниковой штриховкой.
Памятник наскального искусства в долине реки Елангаш, является на редкость многослойным, а установление и уточнение его хронологии — дело, требующие кропотливого анализа и четкой хронологической классификации.
Условно петроглифы Елангаша можно разделить на три большие хронологические группы:
- досакскую
- сакскую
- тюркскую [3]

Наиболее типичными сюжетами для изображений стали сцены охоты и животных объектов охоты. Козёл, баран, лось, олень, бык, як, конь, верблюд, лось, снежный барс и другие дикие и домашние животные, а также всадники, лучники, навьюченные животные и воины.
Особенно стоит отметить изображения колесниц в специфичной для Северной Евразии «распластанной» проекции. Всего описано более 80 рисунков. Такой тип передачи объекта характерен для наскальных рисунков горно-степной зоны Евразии эпохи бронзы.
Нет единого мнения о причинах такого большого количества изображений на данной территории. По мнению одних исследователей, это объясняется нахождением тут древнего, сакрального святилища для насельников Горного Алтая. По мнению других, долина была в древности частью пути из Монголии в Сибирь, и использовалась для перехода через перевалы Южно-Чуйского хребта, после которого безусловно требовался отдых для людей и караванных животных.

## Галерея

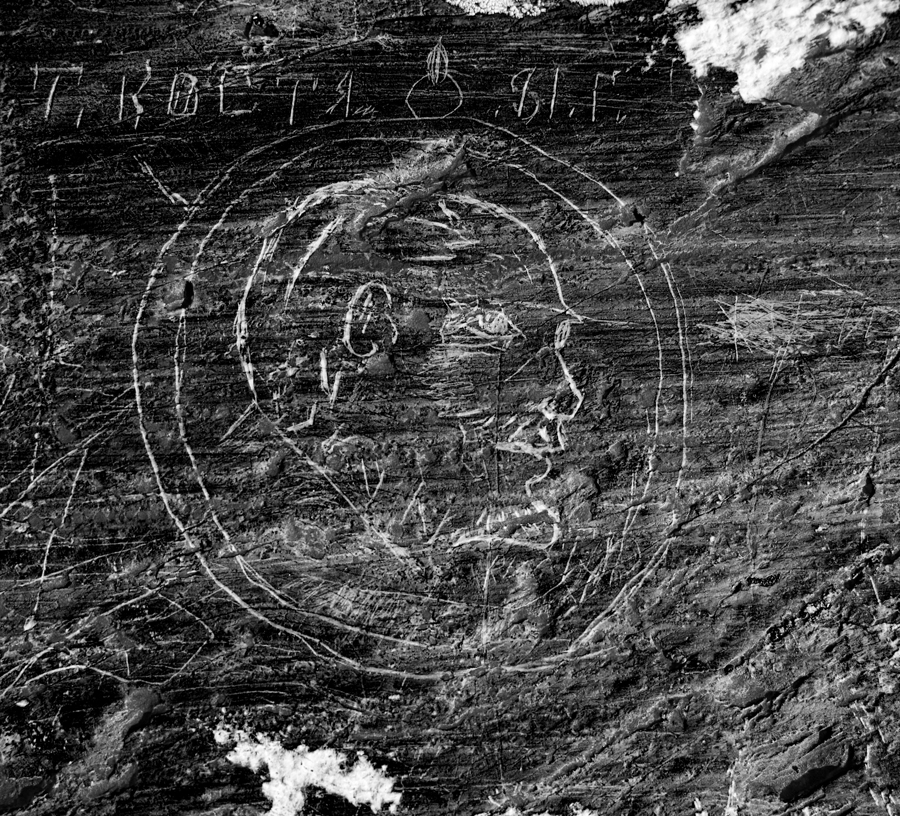
Ленин в Елангаше
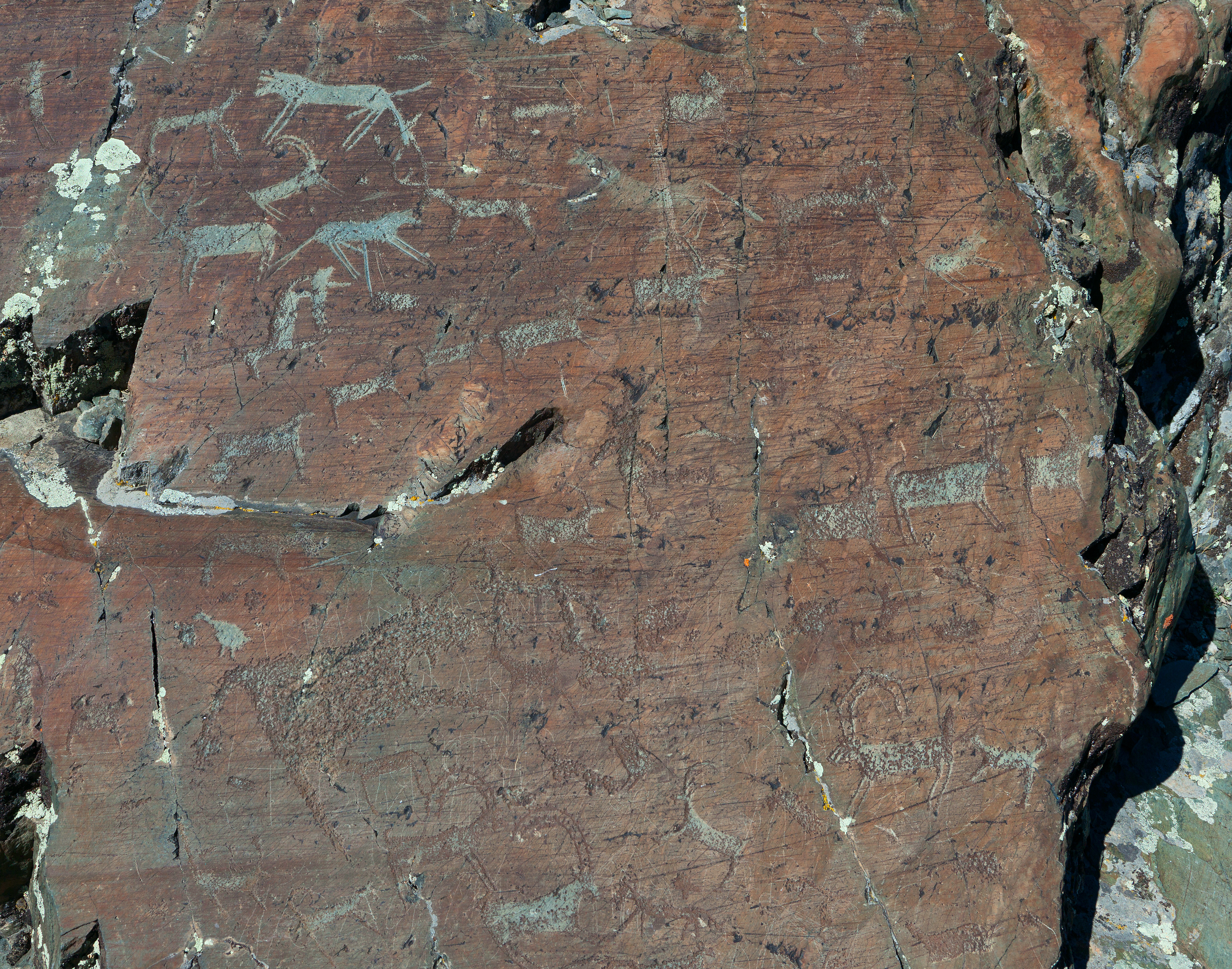
Панно с рисунками разных эпох
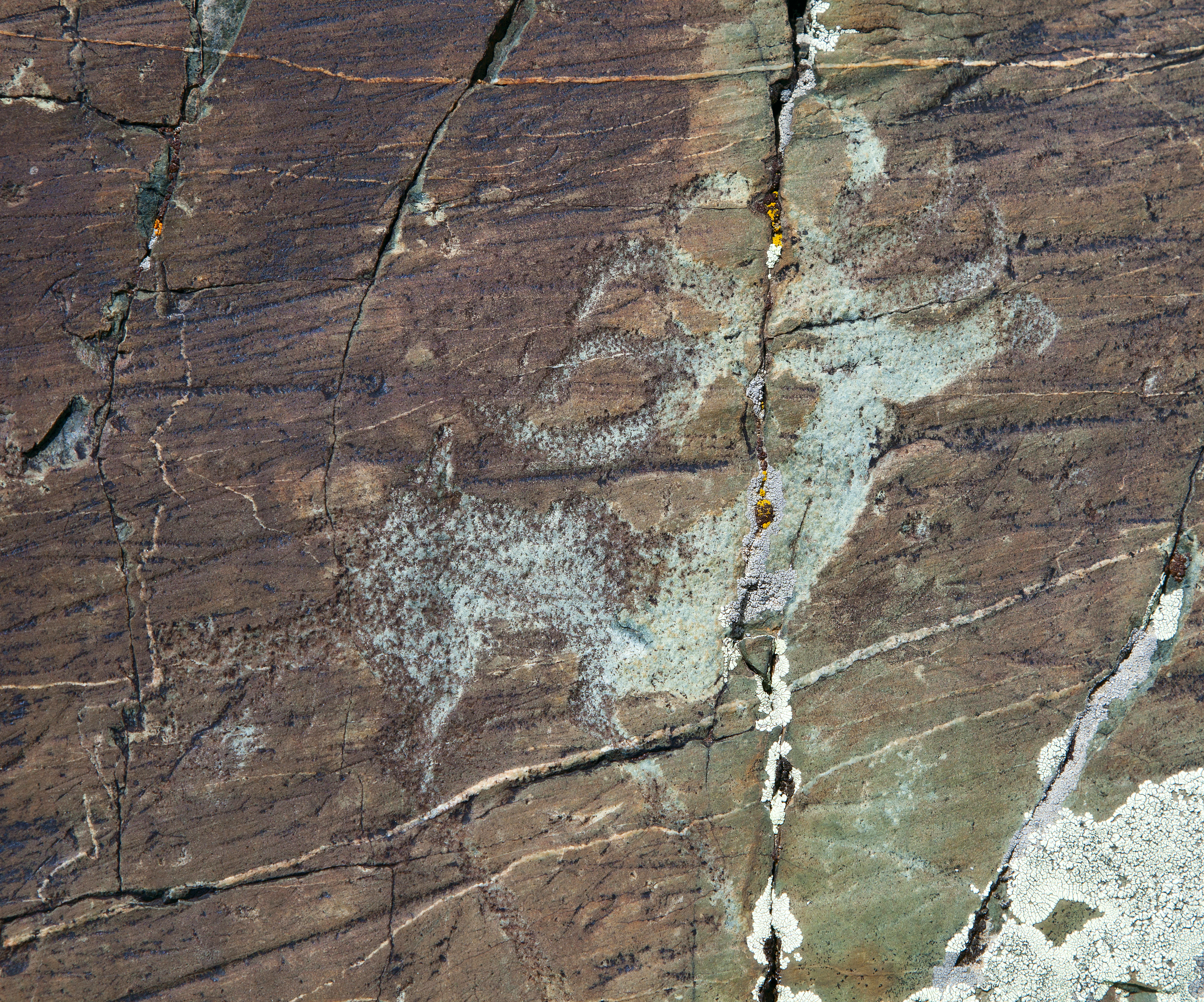
Скифо-сибирский стиль. Олень
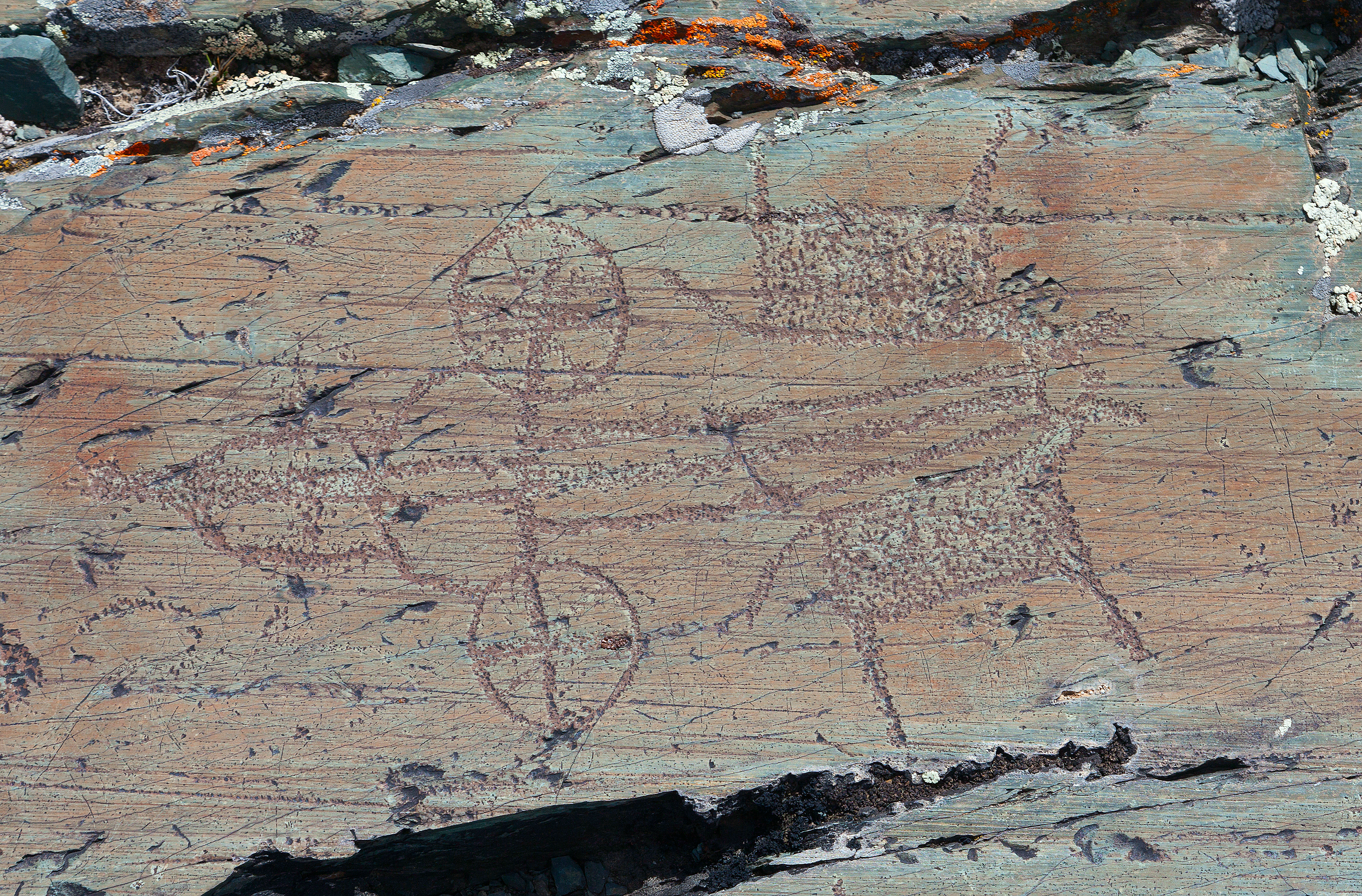
Колесница эпохи бронзы
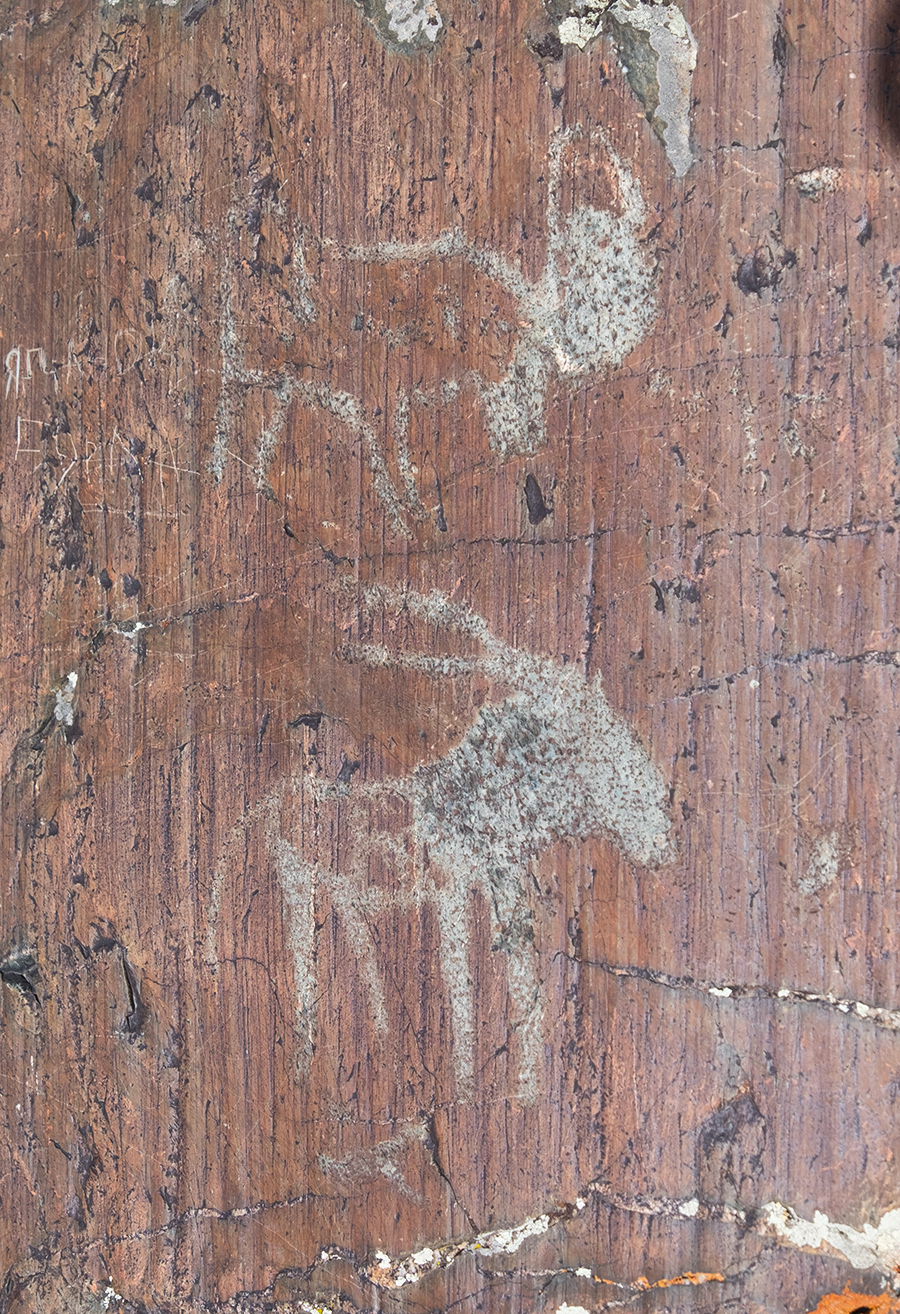
Бизон? и Газель?
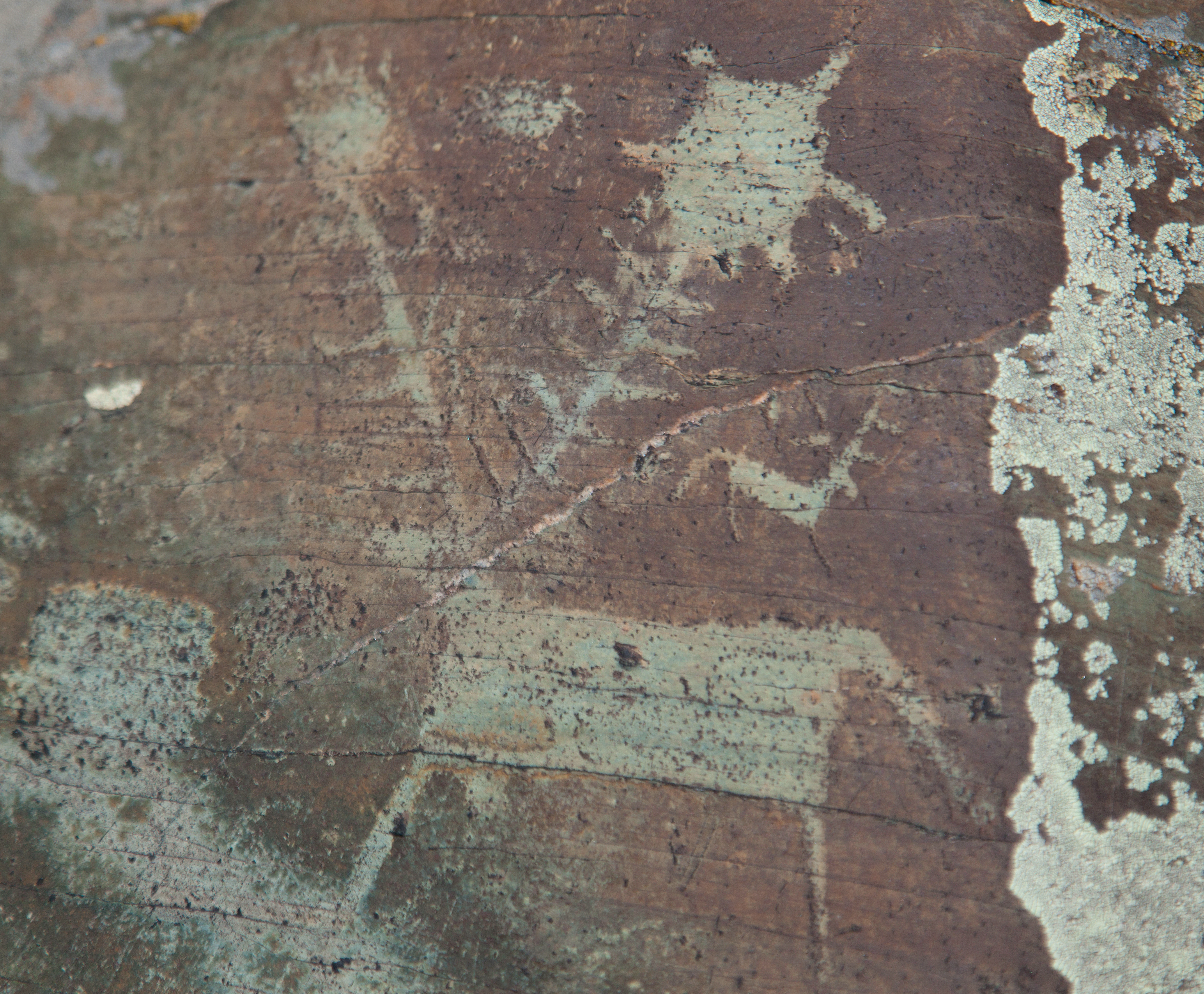
Лось
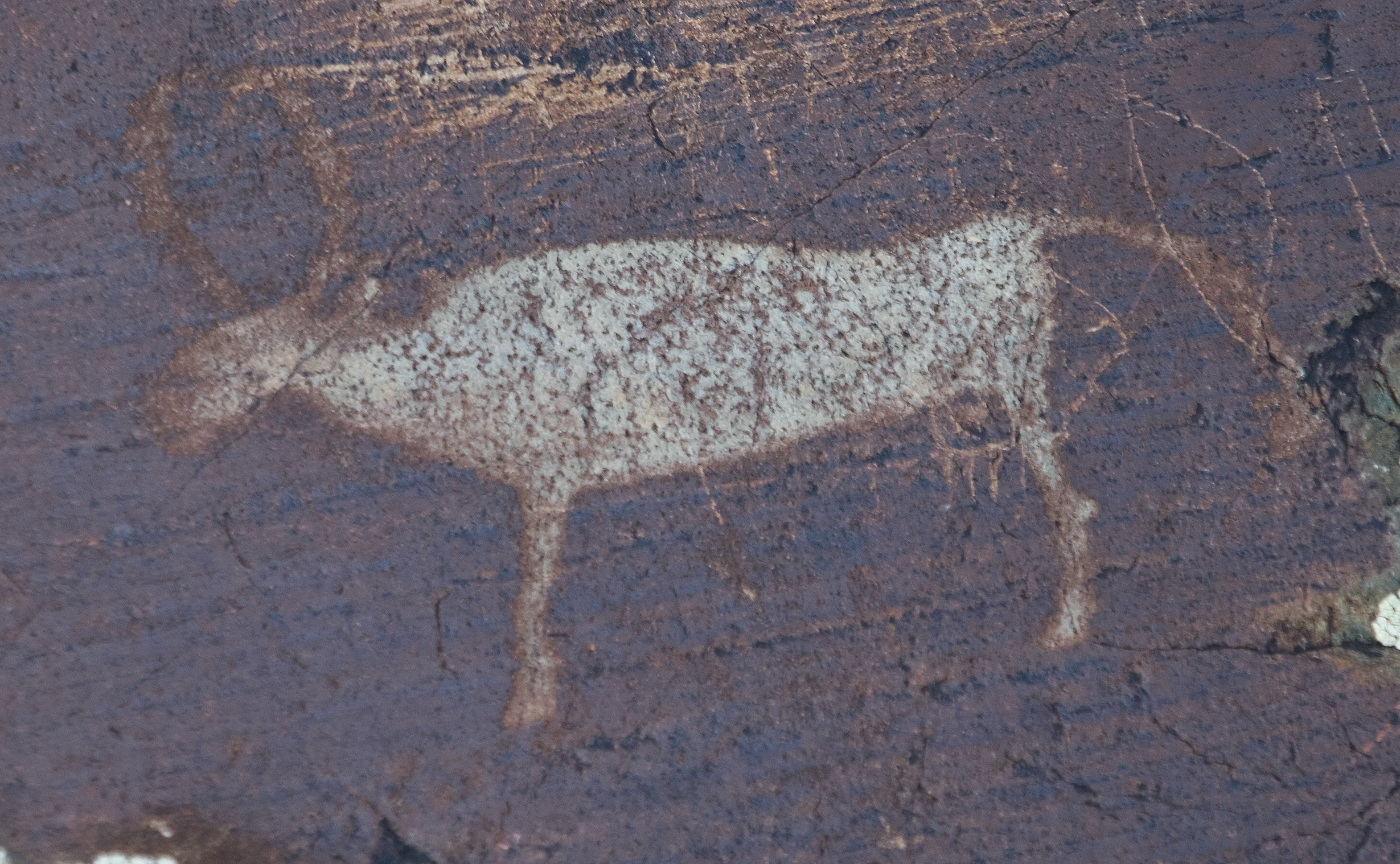
Солнечный бык
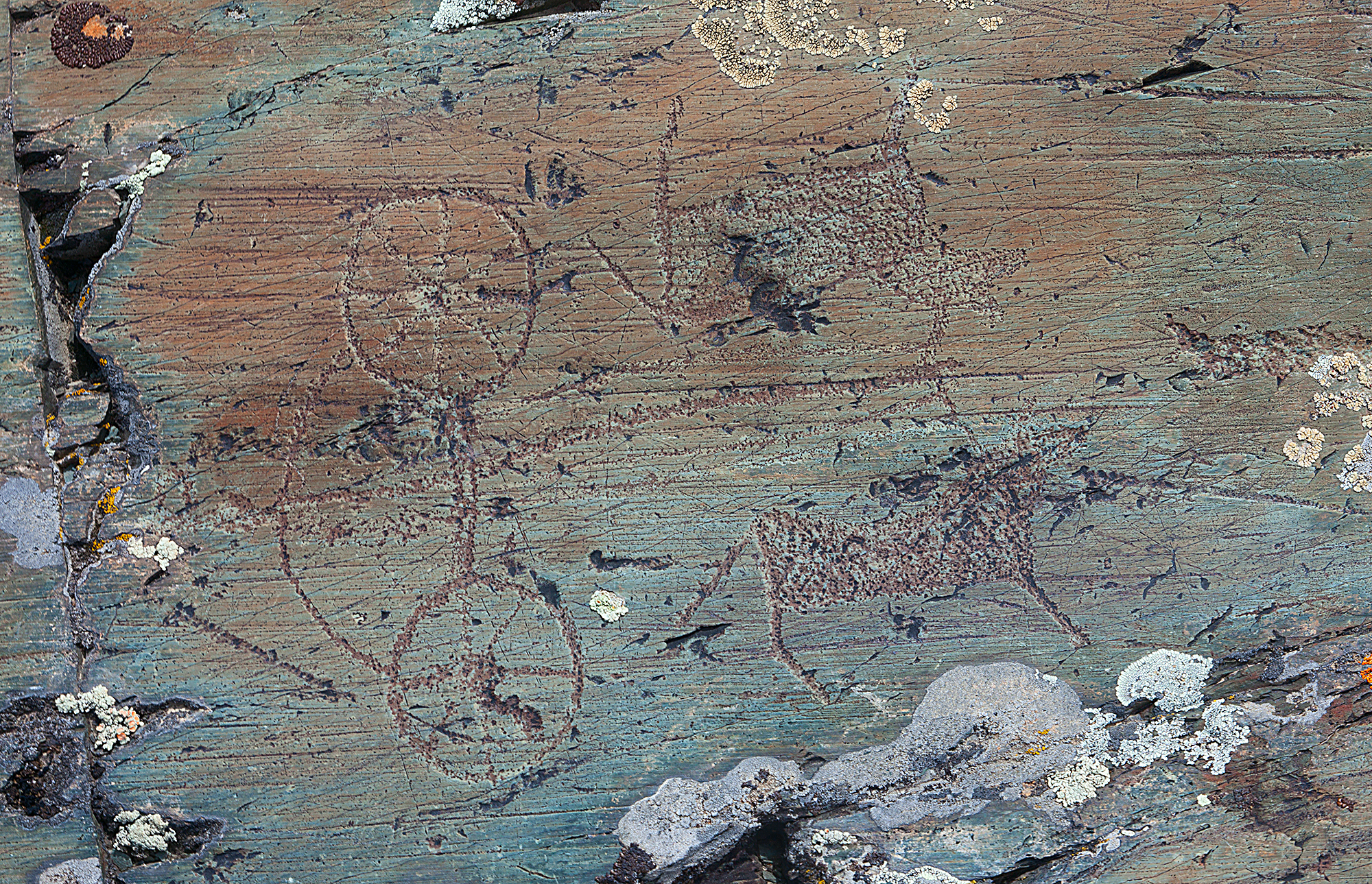
Горная повозка
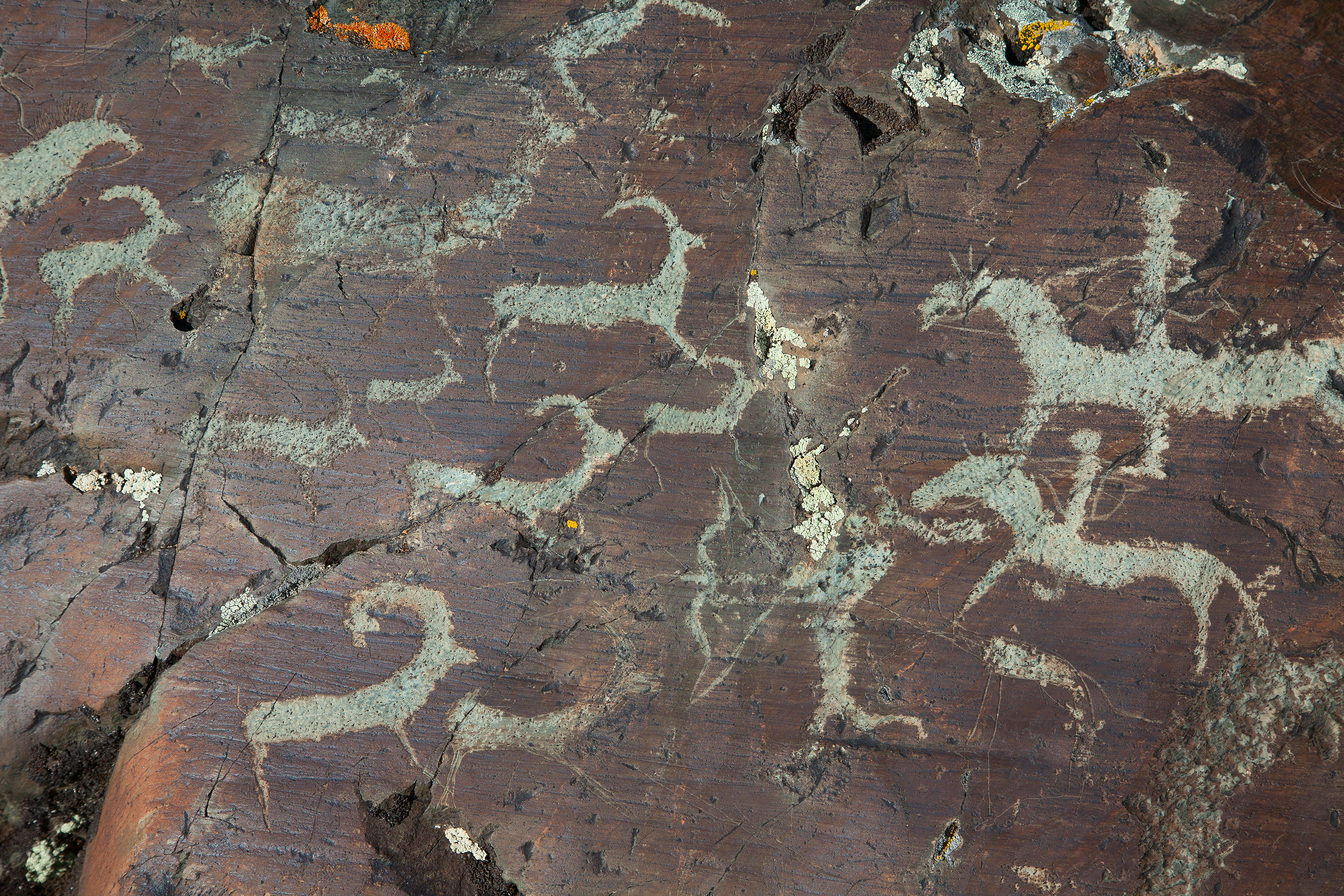
Сцена охоты древнетюркской эпохи
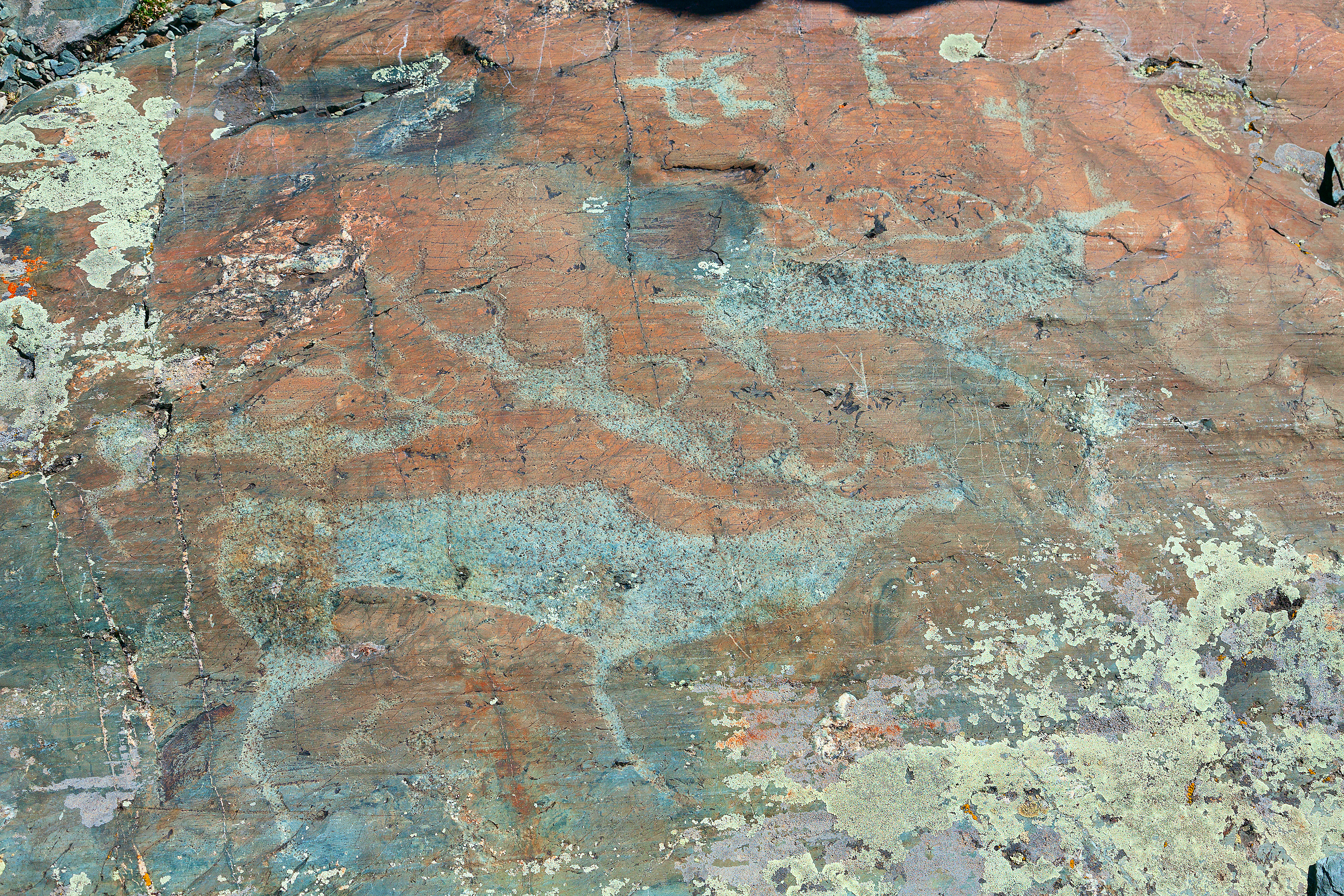
Олени скифской эпохи
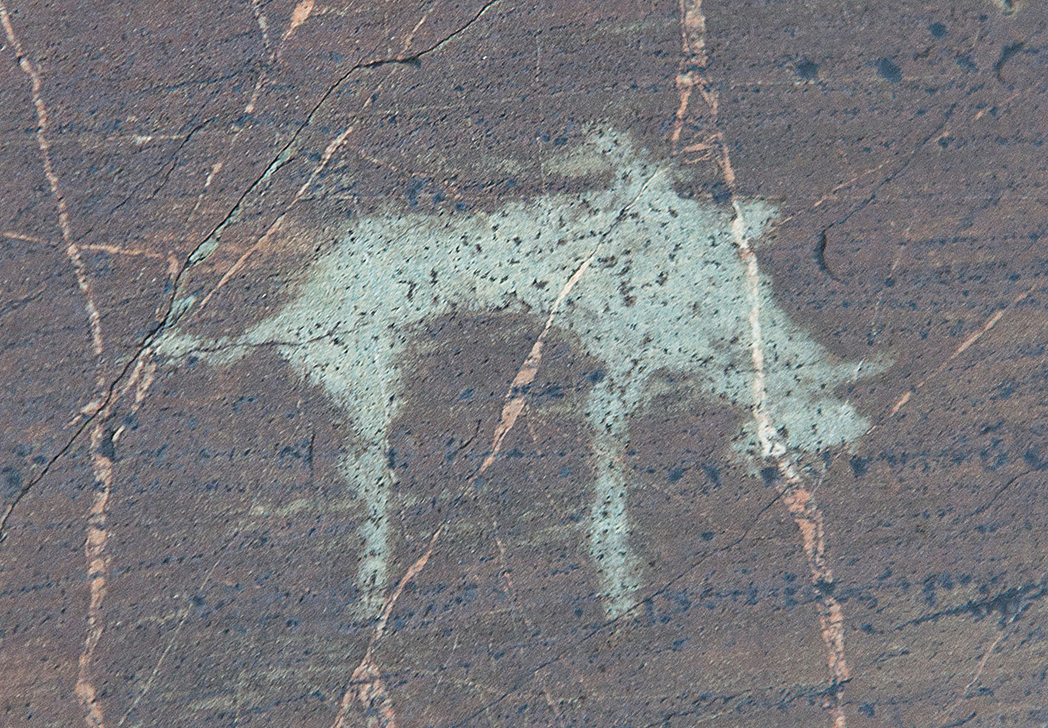
Кабан
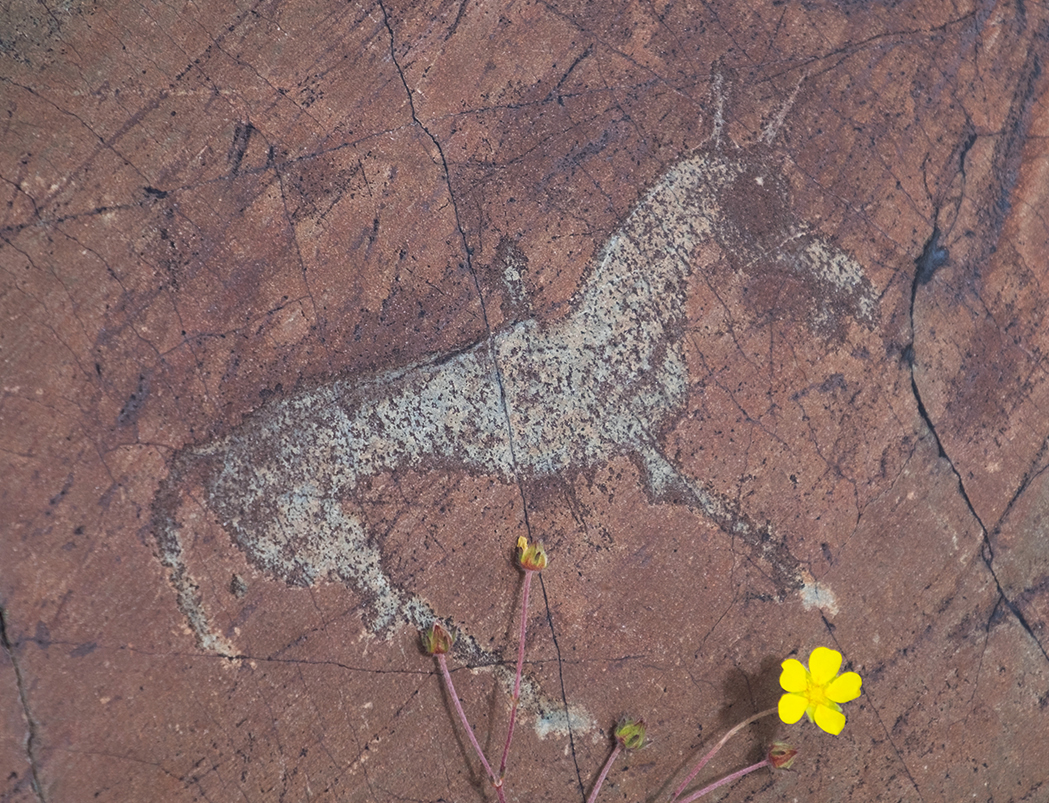
Лошадь
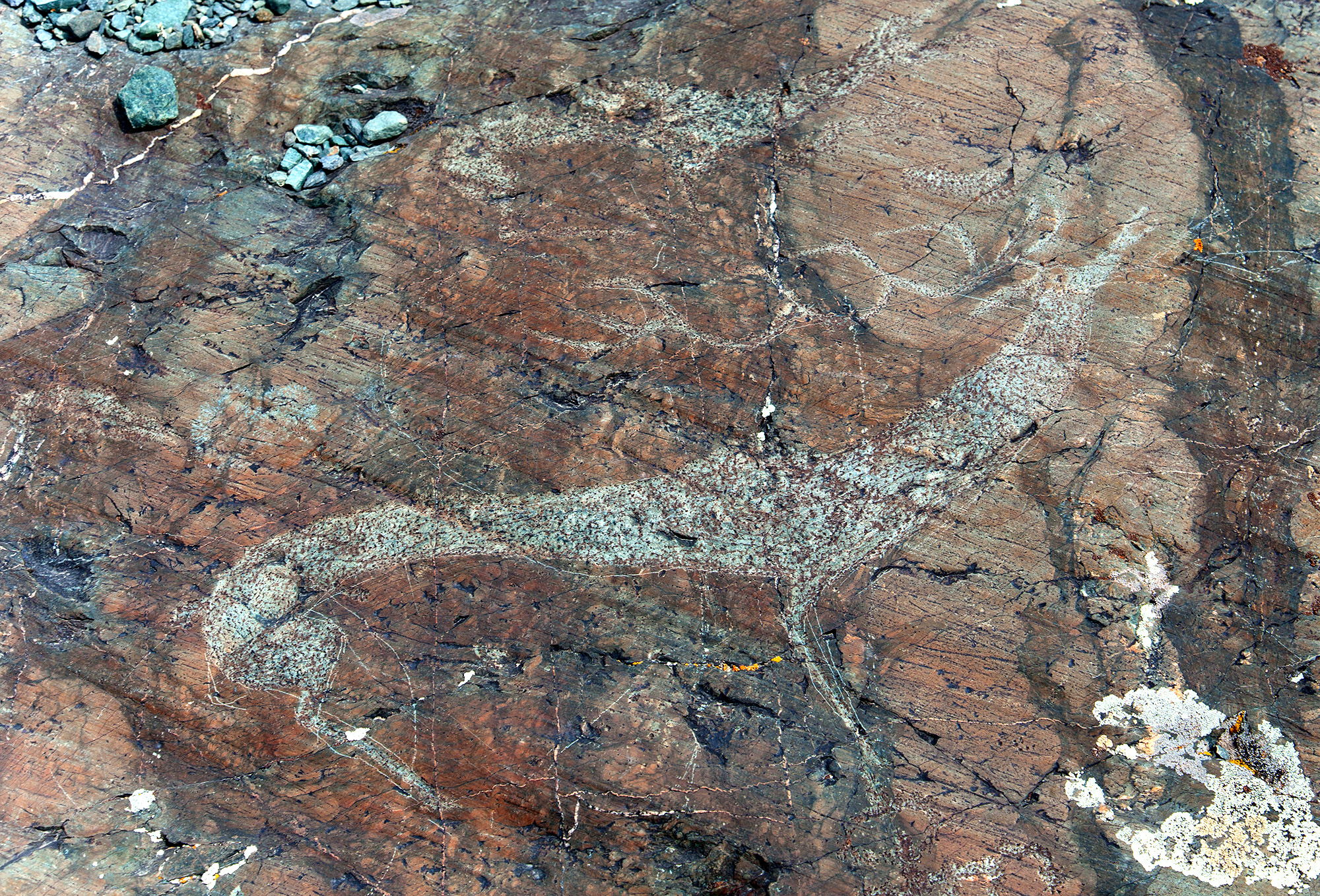
Олень
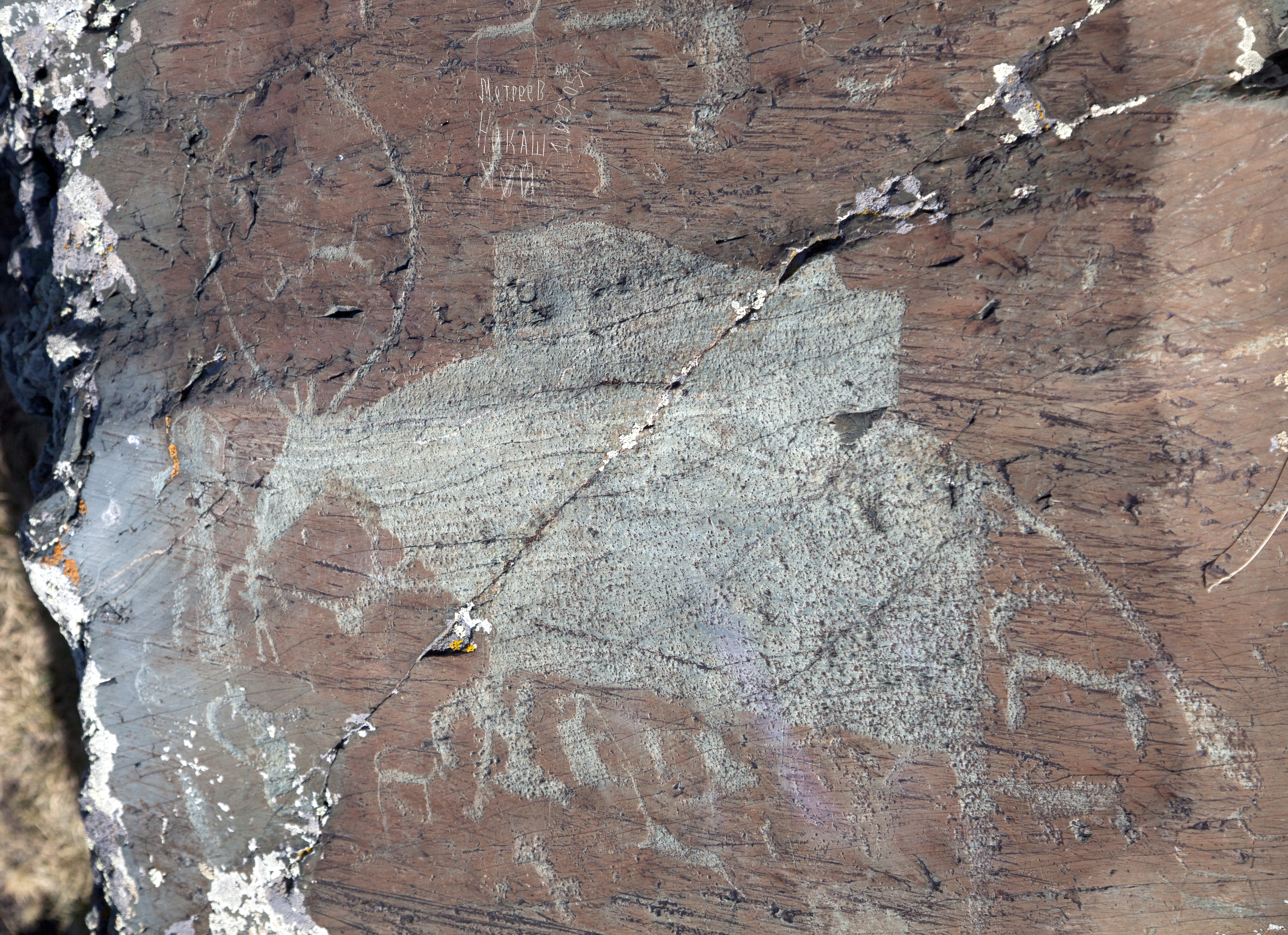
Бык
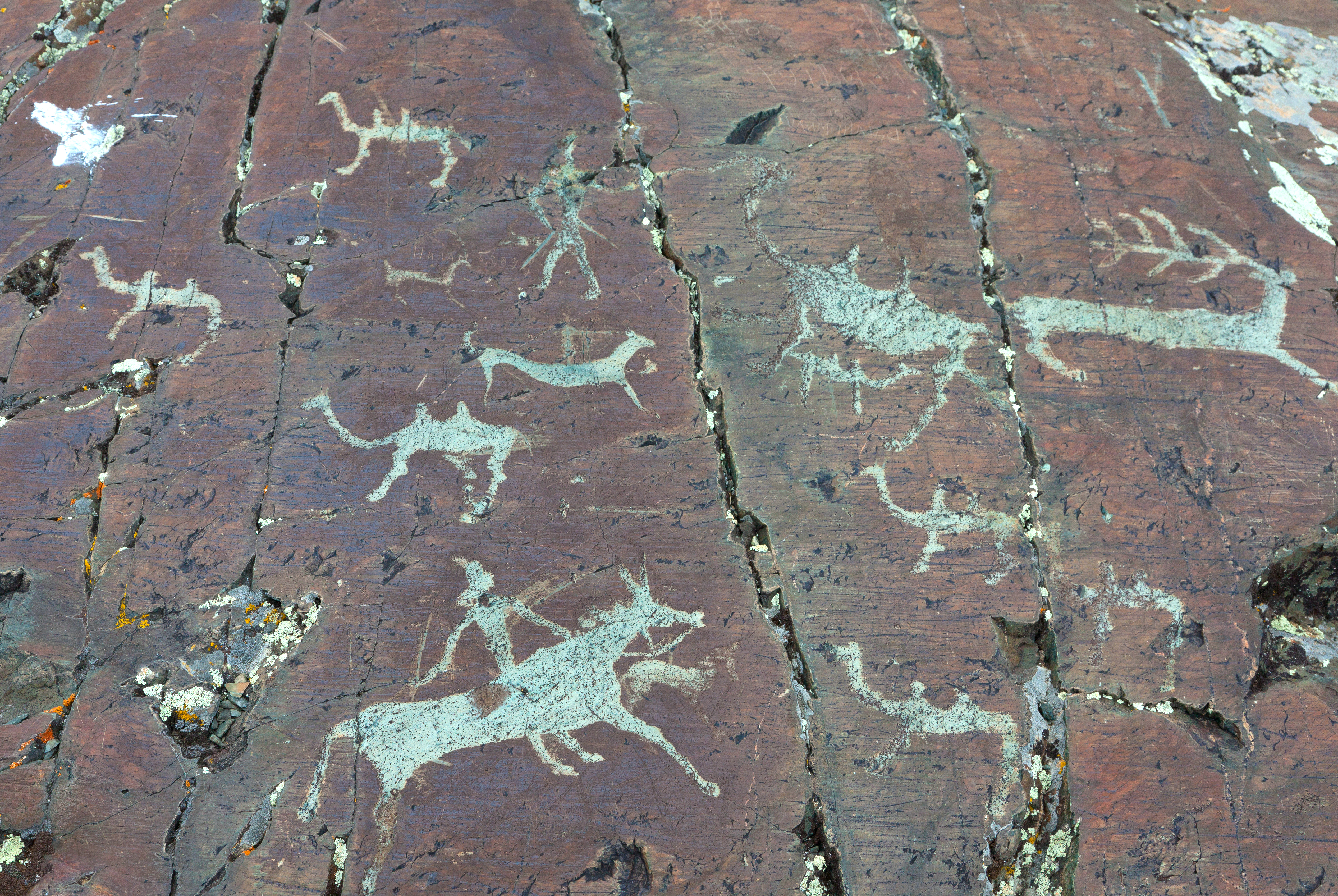
Древнетюркский всадник